# Elliottia
Elliottia es un género  de plantas fanerógamas perteneciente a la familia Ericaceae. Es originario de Norteamérica. Comprende 5 especies descritas y de estas, solo 4 aceptadas.

## Taxonomía
El género  fue descrito por Muhl. ex Elliott y publicado en A Sketch of the Botany of South-Carolina and Georgia 1(5): 448. 1817. La especie tipo es:  Elliottia racemosa Muhl. ex Elliott

## Especies aceptadas
A continuación se brinda un listado de las especies del género Elliottia aceptadas hasta febrero de 2014, ordenadas alfabéticamente. Para cada una se indica el nombre binomial seguido del autor, abreviado según las convenciones y usos.
- Elliottia bracteata Benth. & Hook.f.
- Elliottia paniculata Benth. & Hook.f. f. albiflora (Y.Kimura) Yonek.
- Elliottia pyroliflora (Bong.) S.W.Brim & P.F.Stevens
- Elliottia racemosa Muhl. ex Elliott